# Dolors Prat Coll
Dolores Prat y Coll, (Ripoll, 8 de marzo de 1905-Toulouse, 12 de septiembre de 2001) fue una líder anarcosindicalista española, conocida con el sobrenombre de La pequeña Montseny.

## Biografía
Nació en Ripoll, en la provincia de Gerona, era hija de María y Josep, tenía cuatro hermanos: Joan, Pepet, Clara y Rita. Eran una familia con pocos recursos. Su padre era carretero. Su madre murió cuando tenía siete años.
Aprendió a coser en un colegio de monjas y más tarde estudió un año en la escuela municipal. A los ocho años se hizo cargo del cuidado de la familia, especialmente de su hermana Clara que era sordomuda. A los quince años comenzó a trabajar en la empresa textil Agafallops (Colonia Botey) de Ripoll, y pronto se unió a la Confederación Nacional del Trabajo (CNT) luchando de una manera destacada en las huelgas por el derecho a la jornada de ocho horas.
Entre 1936 y 1939 obtuvo el puesto de secretaria de la sección fabril del Sindicato de la Industria Textil de Ripoll, poniendo en práctica los ideales feministas de igualdad entre hombres y mujeres. Por su carácter era conocida con el apodo de 'La indomable' y también como 'La pequeña Montseny', en referencia a la líder anarquista Federica Montseny, primera mujer que alcanzó un Ministerio en España.
En 1939, una vez terminada la Guerra Civil, temiendo las represalias franquistas, Prat se exilió en Francia junto con su hermana Clara y el niño de cinco años Carlos Fernández Medrano, un refugiado procedente de Madrid que tenía acogido. Fueron internados en el campo de Magnac-Laval cerca de Limoges.
En febrero de 1940 el gobierno francés ordenó que se devolvieran a España a las mujeres y niños no acompañados por un familiar masculino. El niño fue reclamado por su familia de Madrid, y Prat y su hermana volvieron a Ripoll. Ante la inminencia de su detención, consiguió escapar y pasar dos meses escondida en Barcelona.
El 15 de mayo de 1940 volvió a Francia a pie atravesando clandestinamente los Pirineos por Prats de Molló. Encontró trabajo en una cantera de Prades, y pasó más de dos años sin papeles, realizando trabajos pesados y mal pagados. Más tarde se instaló en Toulouse donde pudo regularizar su situación. Convivió y finalmente se casó con José Marín, con quien tuvo dos hijos, Progreso (1943) y Floreal (1947), y continuó siendo durante años secretaria de la federación local de la CNT y militante de Solidaridad Internacional Anarquista (SIA). En Toulouse participó en las huelgas del Mayo Francés de 1968. Volvió a Cataluña en algunas ocasiones para visitar a familiares y amigos.
A lo largo de su vida mantuvo vivos sus ideales, luchas y reivindicaciones y a los 91 años se manifestó en defensa de los inmigrantes indocumentados. Murió en Toulouse el 12 de septiembre de 2001 a los 97 años.

## Reconocimientos
En 1986 las realizadoras norteamericanas Lisa Berger y Carol Mazer entrevistaron a Prat, junto a otras destacadas anarcosindicalistas, en el documental De toda la vida, donde se muestra el día a día de las mujeres trabajadoras y libertarias en la guerra civil y habla de la organización Mujeres libres, un referente del anarcofeminismo. A raíz de este documental, el director británico Ken Loach se puso en contacto con Lisa Berger para invitarla a colaborar en la ambientación del film Tierra y Libertad.
En 1997 Lisa Berger presentó en español, francés e inglés el documental de 25 minutos Camino de la libertad, en el cual participó Prat y que narra el éxodo en Francia de medio millón de personas, los internamientos en campos improvisados a la intemperie y las penalidades de sobrevivir en el exilio. Ese mismo año, Prat también intervino en el documental Vivir la utopía de Juan Gamero.
El hijo de Dolors, Progreso Marín, profesor de español, historiador, poeta y escritor, publicó en 2002 la biografía Une vie pour la liberté, una memoria viva de su madre traducida al catalán en 2007, y Exilés espagnols, la mémoire a vif. Ambos libros fueron presentados al Museo Memorial del Exilio de La Junquera, el 4 de octubre del 2008 por su autor y el historiador Jordi Guixé. Progreso Marín murió el 5 de julio de 2016.
El sindicato Comisiones Obreras (CCOO) conmemoró los treinta años de la constitución de la Secretaría de la Mujer con la presentación del libro La Dolors y una exposición de Mujeres Sindicalistas.
Desde 1996, cada año un grupo de personas realiza a pie el recorrido entre Ripoll y Prats de Molló en memoria de Prat.